# Репродуктивная система
Репродукти́вная систе́ма — система органов многоклеточных живых организмов (животных, растений, грибов и пр.), отвечающая за их половое размножение (воспроизводство, репродукцию, продолжение рода).
У животных репродуктивные системы представителей разных полов одного вида нередко сильно отличаются (в отличие от других систем органов, которые у представителей разных полов отличаются мало). Эти отличия приводят к созданию новых комбинаций генетического материала, что может привести к большей приспособленности потомства. Некоторые вещества (гормоны и феромоны) также играют важную роль в репродуктивной системе животных. Функционирование репродуктивной системы регулируется эндокринной системой организма, задающей биологические ритмы, имеющие циклический характер с циклами различной периодизации у разных биологических видов. Окончание созревания репродуктивной системы хронологически приурочено к максимальному физическому развитию индивида.
У большинства позвоночных животных репродуктивная система имеет сходный план строения: половые железы (гонады) — выводные протоки (семяпроводы и яйцеводы) — наружные половые органы.
У одной части позвоночных — птиц, рыб, земноводных и рептилий — всё или основная часть созревания зародыша происходит во внешней среде, куда попадает оплодотворённая яйцеклетка (яйцо, икринка). При этом оплодотворение самцом яйцеклетки может происходить как внутри тела самки (у птиц и рептилий), так и во внешней среде (у рыб).
Органы репродуктивной системы человека представляют частный случай репродуктивной системы плацентарных млекопитающих.

## Репродуктивная система позвоночных животных

### Млекопитающие
Репродуктивная система млекопитающих устроена по единому плану, однако между репродуктивными системами многих животных и человека есть существенные отличия. Например, половой член большинства самцов млекопитающих в неэрегированном состоянии находится внутри тела, а также содержит кость, или бакулюм. Кроме того, самцы у большинства видов не находятся в постоянном состоянии фертильности, как у приматов. Как у человека, у большинства групп млекопитающих семенники находятся в мошонке, но есть и виды, у которых семенники расположены внутри тела, на брюшной поверхности тела, а у других, например, слонов, семенники находятся в брюшной полости около почек.
У самок сумчатых есть два влагалища, которые имеют общее выходное отверстие, но ведут к двум разным отделам внутри матки. Соответственно, половой член самцов — как вилка с двумя зубцами. Детёныши сумчатых обычно развиваются в наружной сумке, в которой находятся молочные железы. Новорождённый, полуоформленный эмбрион, прикрепляется к железе и постепенно завершает постнатальное развитие.

### Птицы
У самцов и самок птиц есть клоака, отверстие, через которое выходят наружу яйца, сперма и продукты выделения. Совокупление происходит при соединении губ клоак самца и самки, причём у самца стенки клоаки немного выворачиваются наружу. Таким образом самец переносит сперму в клоаку самки. Этот процесс иногда называется «поцелуй клоак». У некоторых видов птиц (большинства Водоплавающих птиц) есть особый орган, фаллос, выполняющий функцию, аналогичную функции полового члена млекопитающих. Самки птиц откладывают амниотические яйца, в которых развиваются детёныши. У птиц, в отличие от большинства позвоночных, только один функционирующий яичник и яйцевод. Птицы, как и млекопитающие, проявляют высокий уровень заботы о потомстве.

### Рептилии
Почти все рептилии проявляют половой диморфизм, оплодотворение происходит через клоаку. Некоторые рептилии откладывают яйца, в то время как другие живородящи. Репродуктивные органы обычно расположены в клоаке. У большинства самцов рептилий есть копулятивные органы, которые спрятаны или вывернуты наизнанку и спрятаны внутри тела. У самцов черепах и крокодилов есть похожий на половой член орган, а у самцов змей и ящериц эти органы парные. Наличие копулятивных органов отличает рептилий и млекопитающих от остальных позвоночных.

### Амфибии
У большинства амфибий наблюдается наружное оплодотворение. Обычно оно происходит в воде, хотя у некоторых амфибий (безногие земноводные) оплодотворение внутреннее. Половые железы земноводных прикреплены брыжейками к спинной стенке брюшной полости У всех амфибий гонады парные и соединены с клоакой выводящими протоками. У самок через яйцеводы в клоаку выводятся зрелые икринки. Семяпроводы самцов также открываются в клоаку.

### Рыбы
Способы размножения рыб разнообразны. Большинство рыб мечут икру в воду, где происходит наружное оплодотворение. Во время размножения самки выделяют в клоаку, а потом в воду большое количество яйцеклеток (икра), а один или более самцов того же вида выделяют «молоки» — белую жидкость, содержащую большое количество сперматозоидов. Есть также рыбы со внутренним оплодотворением, которое происходит при помощи тазовых или анальных плавников, модифицированных таким образом, что образуется специализированный орган, похожий на половой член. Есть небольшое число видов рыб, которые яйцеживородящи, то есть развитие оплодотворённой икры происходит в клоаке, и во внешнюю среду выходит не икринка, а малёк .
У большинства видов рыб есть парные гонады, либо яичники, либо семенники. Однако существуют некоторые виды, которые гермафродитны, например, живущие в коралловых рифах помацентровые.

## Беспозвоночные
Обладают очень разнообразными репродуктивными системами, единственным общим признаком которых является откладывание яиц. За исключением головоногих моллюсков и членистоногих, почти все беспозвоночные являются гермафродитами и размножаются с помощью наружного оплодотворения. В этих случаях одна и та же половая железа может производить и сперматозоиды, и яйцеклетки, либо же у одной особи могут наличествовать и мужские, и женские половые железы. В последнем случае мужские железы чаще всего достигают зрелости первыми. Это явление, известное как протандрия, вероятно, является эволюционным механизмом, обеспечивающим больше возможностей для перекрёстного оплодотворения. В то же время зафиксировано наличие однополых особей даже у таких низших беспозвоночных, как губки.
В отличие от позвоночных, у которых гонады являются постоянным органом, многие беспозвоночные формируют их только временно, при этом у более развитых таксонов они, как правило, сильнее удалены от поверхности тела, чем у примитивных, и часто включают сложную систему каналов (у специализированных членистоногих по сложности превосходящую сопоставимые системы у любых позвоночных). Ярким исключением являются иглокожие, у которых, несмотря на общий высокий уровень развития, гонады имеют наружное расположение и выводят гаметы прямо в морскую воду. У плоских червей встречаются копулятивные органы, но это не является общим явлением для беспозвоночных.
Среди беспозвоночных достаточно распространены бесполые формы размножения, не включающие объединения гамет. Они встречаются даже у таких высокоорганизованных и близких к позвоночным животных, как асцидии. При этом половое размножение не обязательно предполагает физическое совокупление или даже объединение гамет.

### Губки и кишечнополостные
Как у губок, так и у кишечнополостных организм устроен так, что большинство его клеток находятся в свободном контакте со внешней средой. Как результат, и те, и другие сбрасывают гаметы напрямую в воду и не нуждаются в каналах для их вывода.
Ввиду организации тела губок на клеточном уровне, у них отсутствуют органы как таковые или даже развитые специализированные ткани. Тем не менее, часть губок размножается половым путём: сперму и яйцеклетки формируют скопления клеток, известных как амёбоциты, в стенках тела, однако эти скопления не рассматриваются как полноценные гонады ввиду их происхождения и временного характера.
У гидроидных кишечнополостных временные гонады в зависимости от конкретного вида образуются группами клеток эпидермиса или гастродермиса (выстилки кишечной полости); в частности, в гастродермисе, как правило, они формируются у сцифоидных и коралловых полипов. Часто, в особенности у пресноводных кишечнополостных, образование гонад можно связать со сменой времён года: в частности, пресноводные гидрозоиды, размножающиеся бесполым путём в тёплое время, выращивают половые железы с наступлением холодов. У колониальных кишечнополостных, таких как полипы, оседлая форма бесполым путём отпочковывает свободно плавающую (медузу), которая в свою очередь формирует гонады.

### Плоские, круглые и кольчатые черви
Системы органов плоских червей обычно хорошо развиты и, в отличие от губок и кишечнополостных, имеют постоянный характер. Среди прочих, у этой группы организмов развилась и репродуктивная система; исключение составляют бескишечные турбеллярии, у которых, подобно губкам, половые клетки образуются из амёбоцитов. Большинство плоских червей, однако, обоеполы, их половые органы включают один или несколько яичников и семенник. От яичника наружу тела ведёт канал-яйцевод, в котором часто имеются карманы для сохранения спермы, полученной при совокуплении. У многих видов к яйцеводу ведёт ещё один канал от желточных желез, по которому оплодотворённая яйцеклетка получает питательные вещества. Ближе к выходу из яйцевода у части плоских червей выделяется секрет, обволакивающий яйцеклетку защитным слоем перед выводом во внешнюю среду. От семенников ведут многочисленные канальцы, соединяющиеся в семявыносящий проток, который проходит через копулятивный орган и в свою очередь переходит в семявыбрасывающий проток. В семявыносящем протоке могут быть расширения (семенные пузырьки), в которых запасается сперма, его также могут окружать простатические клетки, выделяющие семенную жидкость. Схожая структура репродуктивной системы существует у большинства более развитых беспозвоночных.
В отличие от плоских червей, у круглых червей гермафродитизм встречается реже, а у многих видов хорошо выражен половой диморфизм (самцы обычно мельче и часто имеют копулятивные спикулы). В то же время ряд видов способен к смене пола, когда этого требует соотношение полов в популяции. У нематод репродуктивная система устроена достаточно просто и представляет собой яичник или семенник в конце изогнутого канала. У самцов сперма выводится в клоаку. У самок часть тела, наиболее близкая к яичнику, формирует временную матку, где сохраняются оплодотворённые яйца; при этом некоторые виды откладывают яйца, а у других внутриматочное развитие продолжается до вылупления личинки.
Для кольчатых червей характерно наличие хорошо развитой внутренней полости (целома), в части выстилки которой развиваются половые железы. При этом строение репродуктивной системы отличается у малощетинковых и многощетинковых червей: у последних однотипные яичники и семенники часто образуются в нескольких отдельных сегментах тела, а сперма и яйцеклетки в огромных количествах запасаются в целоме. У малощетинковых червей половые структуры как правило формируются в строго определённых сегментах, сперма собирается в семенном пузырьке, а яйцеклетки — в отдельной яйцевой камере. Сперма, полученная при совокуплении, также собирается в отдельной ёмкости, которая формируется из выстилающей целом оболочки.

### Моллюски

#### Головоногие моллюски
Все головоногие моллюски обладают половым диморфизмом и размножаются, откладывая яйца.
У большинства головоногих оплодотворение полу-внутреннее, то есть самец помещает гаметы внутри полости мантии самки. Мужские гаметы, которые образовались в единственном семеннике оплодотворяют яйцеклетку в единственном же яичнике.
«Половой член» у большинства самцов головоногих моллюсков без раковины (Coleoidea) — длинный и мускулистый конец выводного протока семяпровода, который переносит спарматофоры к модифицированной конечности, называемой гектокотилусом. Гектокотилус, в свою очередь, переносит сперматофоры к самке. У видов без гектокотилуса, «половой член» длинный, может выходить за пределы полости мантии и переносит сперматофоры сразу к самке.
Многие виды цефалопод теряют гонады во время размножения и потому могут размножаться один раз в жизни. Большинство таких моллюсков умирают после размножения. Единственные головоногие, способные размножаться несколько лет подряд — самки наутилуса, которые регенерируют гонады. Самки некоторых видов головоногих проявляют заботу о потомстве.

#### Брюхоногие и двустворчатые моллюски
Среди брюхоногих моллюсков встречаются как раздельнополые, так и гермафродиты. У большинства форм брюхоногих оплодотворение внутреннее. Имеется одно половое отверстие, расположенное около головы. Среди двустворчатых моллюсков преобладают раздельнополые. У двустворчатых парные половые железы и наружное оплодотворение.

### Иглокожие
Большинство иглокожих раздельнополые животные, образуют много мелких, бедных желтком яиц и вымётывают их в воду. Оплодотворение у иглокожих наружное. Расположение половых органов обусловлено лучевой симметрией животных. Репродуктивные органы иглокожих состоят из полового тяжа и парных половых желёз, расположенных в интеррадиусах.

### Членистоногие

#### Насекомые
Насекомые раздельнополые. Органы размножения самки обычно представлены парными яичниками и тянущимися по бокам яйцеводами, которые сливаются в один непарный проток, впадающий во влагалище. У самок имеются семяприёмники и придаточные половые железы. У самцов имеются парные семенники, от которых отходят семяпроводы, тянущиеся по бокам тела. В нижней части семяпроводы расширяются, образуя семенные пузырьки, предназначенные для хранения спермы. Семяпроводы объединяются в общий семяизвергательный канал, открывающийся на способном увеличиваться или выдвигаться совокупительном органе. Придаточные железы секретируют семенную жидкость.

#### Паукообразные
Все паукообразные раздельнополы и в большинстве случаев демонстрируют ярко выраженный половой диморфизм. Половые отверстия располагаются на втором сегменте брюшка (VIII сегмент тела). Половые органы паукообразных имеют мешковидную форму. Большинство откладывает яйца, но некоторые отряды живородящи (скорпионы, бихорхи, жгутоногие).

#### Ракообразные
Ракообразные обычно раздельнополы, но встречаются и формы с разными формами гермафродитизма. У некоторых наблюдается партеногенетическое размножение. Половые органы ракообразных как правило располагаются на спинной стороне тела, между желудком и сердцем. У самок имеются парные яичники и яйцеводы, у самцов — парные семенники и семяпроводы. Роль копулятивных органов ракообразных выполняют видоизменённые конечности. У ракообразных наружное оплодотворение. При спаривании самец переносит сперматофор к семяприёмникам самки.

## Репродуктивная система растений
Репродуктивные органы растений обеспечивают их вегетативное, бесполое и половое размножение. У части растений наблюдается также метагенез, или чередование бесполых поколений с поколениями, размножающимися половым путём. При вегетативном размножении функции репродуктивной системы могут выполнять различные части родительского организма, регенерирующие в самостоятельный организм. В сельском хозяйстве для этих целей могут использоваться листья, части корня или стебля, высаживаемые отдельно и пускающие корни и побеги или прививаемые к другому растению; в естественной среде упавшие ветки ив или тополей также способны укореняться и развиваться в новые деревья, вегетативным путём часто размножаются мхи. У некоторых растений в процессе эволюции сформировались органы бесполого размножения или группы клеток, отвечающие за этот процесс. В этой роли могут выступать зародышевые почки, или геммы, а также столоны — боковые побеги, обеспечивающие развитие нового растения на значительном расстоянии от родительской особи в месте, где касаются влажной поверхности почвы. В других случаях (например, у ирисов) ту же функцию выполняет растущее в горизонтальной плоскости ветвящееся корневище.
У многих формально обоеполых растений (в частности, среди папоротников) мужские гаметы несовместимы с женскими гаметами того же организма, что делает невозможным самоопыление; таким образом, для размножения таким видам необходимо перекрёстное осеменение.
У моховидных, папоротниковидных, хвощовых и плауновидных растений функцию бесполого размножения выполняет спорангий, а полового — гаметангий. У голосеменных и покрытосеменных развитие зародыша семени происходит на материнском спорофите. К репродуктивным органам растений относят также цветки, плоды, стробилы и органы вегетативного размножения.

### Цветок
Цветок является органом семянного размножения покрытосеменных растений. Он представляет собой видоизменённый, укороченный и ограниченный в росте спороносный побег, приспособленный для образования спор, гамет, а также для проведения полового процесса, завершающегося образованием плода с семенами. Исключительная роль цветка как особой морфологической структуры связана с тем, что в нём полностью совмещены все процессы бесполого и полового размножения. От шишки голосеменных растений цветок отличается тем, что у него в результате опыления пыльца попадает на рыльце пестика, а не на семязачаток непосредственно, а при последующем половом процессе семязачатки у цветковых развиваются в семена внутри завязи.
Плод — видоизменённый в процессе двойного оплодотворения цветок; орган размножения покрытосеменных растений, образующийся из одного цветка и служащий для формирования, защиты и распространения заключённых в нём семян.

## Аналоги репродуктивной системы у одноклеточных
У одноклеточных организмов понятие размножения синонимично понятию деления, поскольку весь организм представляет собой единую клетку. При этом размножение может быть как бесполым (простое деление клетки), так и половым; в последнем случае частью процесса размножения становится формирование гамет либо в ходе многократного деления (как у многих одноклеточных водорослей), либо в результате преобразования родительской клетки в гамету и слияния её ядра с ядром клетки противоположного пола (изогамия, встречающаяся в частности у дрожжей). У инфузорий половое размножение включает обмен гаплоидными ядрами, при котором каждый партнёр в результате получает новый набор генов, наполовину заимствованный у второго, и после этого размножается делением надвое; у примитивных бактерий при размножении вместо обмена ядрами происходит обмен частями хромосомы между партнёрами.